# Saidiglakka

Sivert Andersson i Ranbyn med saidiglakka

En saidiglakka, sydsamiska saejhtieklaahka även skrivet saejhtie‑klaahka är ett samiskt (syd‑ och umesamiskt) björnspjut, som även har använts för vargjakt. Vid björnjakt sätts ena änden av saidiglakkan i marken, och jägaren hukar sig och håller stadigt i spjutet. Björnen kastar sig över saidiglakkan för att komma åt jägaren. Vid vargjakt förföljs vargen, ofta på skidor, och saidiglakkan stöts i korsryggens på den flyende vargen, som då blir förlamad i bakkroppen. En saidiglakka hade ett spetsskydd av renhorn.
Saidiglakkan förekom bland talare av sydsamiska och umesamiska. Ordet saejhtie har kognaterna sáiti och sájtte (spjut) på nordsamiska respektive lulesamiska, medan klaahka (stav) är sydsamiskt, men inte nordsamiskt eller lulesamiskt.